# Winter Bells
"Winter Bells"là đĩa đơn thứ 11 của Mai Kuraki được phát hành ngày-17 tháng 1 năm 2002

## Tie-up
- Bài hát mở đầu phim anime"Thám tử lừng danh Conan"

## Danh sách Track
Tất cả lời bài hát được viết bởi Mai Kuraki.
| CD  | CD                                                           | CD         |
| STT | Nhan đề                                                      | Thời lượng |
| --- | ------------------------------------------------------------ | ---------- |
| 1.  | "Winter Bells"                                               |            |
| 2.  | "Thankful"                                                   |            |
| 3.  | "Always: Gomi’s Lair Club Mix (Radio Edit) remixed của Gomi" |            |
| 4.  | "Winter Bells: Instrumental"                                 |            |

## Bảng xếp hạng

### Bảng xếp hạng doanh thu Oricon
| Phát hành           | Bảng xếp hạng                | Peak Position | Ngày đầu tiên/Doanh thu tuần | Tổng doanh thu | Chart Run |
| ------------------- | ---------------------------- | ------------- | ---------------------------- | -------------- | --------- |
| 17 tháng 1 năm 2002 | Oricon Daily Singles Chart   |               |                              |                |           |
| 17 tháng 1 năm 2002 | Oricon Weekly Singles Chart  | #1            | 111,480                      | 258,310        | 9 tuần    |
| 17 tháng 1 năm 2002 | Oricon Monthly Singles Chart |               |                              |                |           |
| 17 tháng 1 năm 2002 | Oricon Yearly Singles Chart  | #41           |                              | 258,310        |           |